# Orimarga (Orimarga) asura
Orimarga (Orimarga) asura is een tweevleugelige uit de familie steltmuggen (Limoniidae). De soort komt voor in het Oriëntaals gebied.